# James Garfield
James Abram Garfield (ur. 19 listopada 1831 w Orange, zm. 19 września 1881 w Elberon (hrabstwo Monmouth)) – amerykański wykładowca, wojskowy i polityk Partii Republikańskiej, 20. prezydent USA (1881). 

## Młodość i edukacja
James Abram Garfield urodził się 19 listopada 1831 roku w Orange jako syn farmera, Abrama Garfielda, i jego żony Elizy. Abram Garfield zmarł w 1833 roku i przyszły prezydent został z matką i czworgiem rodzeństwa. W wieku 10 lat pracował dorywczo przy budowie kanału w Michigan, natomiast do szkoły uczęszczał bardzo nieregularnie. W 1848 roku zatrudnił się jako stolarz przy budowie kanału Ohio, jednak już po roku musiał powrócić do domu ze względu na zły stan zdrowia. Rok później podjął naukę w Geauga Seminary w Chester, które było uważane za seminarium duchowne baptystów. Studiując, dorabiał jako woźny, a latem pomagał przy żniwach. W 1856 roku wstąpił na Williams College w Williamstown, a po jej ukończeniu został rektorem Western Reserve Electric Institute, gdzie wykładał filologię klasyczną, historię, filozofię, literaturę angielską oraz matematykę.
Dzięki zdolnościom oratorskim i głębokiej religijności Garfield był uważany za zdolnego kaznodzieję. W tamtych czasach rozwinął się ruch ewolucjonizmu, który reprezentował m.in. brytyjski uczony John Denton. Garfield jako religijny naukowiec stanął z nim do pięciodniowej debaty, która była obserwowana przez około 1000 osób. Sukces przyszłego prezydenta zachęcił go do rozpoczęcia kariery politycznej.

## Kariera polityczna
W 1859 roku został członkiem legislatury stanowej Ohio, a rok później uzyskał prawo do prowadzenia samodzielnej praktyki prawniczej. W czasie wojny secesyjnej zaciągnął się do wojska, gdzie w stopniu pułkownika służył w oddziale w Ohio. Brał udział m.in. w bitwach pod Middle Creek czy Shiloh. 11 stycznia 1862 roku został awansowany na generała brygady. Jesienią tego samego roku został wybrany do Izby Reprezentantów, jednak pozostał w czynnej służbie wojskowej. 19 września 1863 roku otrzymał awans na generała majora, a 5 grudnia, przeszedłszy w stan spoczynku, został kongresmenem. Jako reprezentant Partii Republikańskiej popierał Abrahama Lincolna, choć nie zgadzał się z niektórymi jego decyzjami. Po skutecznym zamachu na Lincolna prezydentem został Andrew Johnson, którego Garfield nie popierał i głosował za jego zdjęciem z urzędu. Skorumpowana administracja Granta nadszarpnęła popularność republikanów. Po wycofaniu się z życia politycznego Thaddeusa Stevensa Garfield, wraz z Jamesem Blaine’m, objął przywództwo w partii. W 1877 roku Garfield zasiadał w komisji, która weryfikowała wybór Rutherforda Hayesa na prezydenta.
Na początku 1880 roku wygrał wybory do Senatu, jednak nigdy w nim nie zasiadł, bowiem 8 czerwca został kandydatem na prezydenta z ramienia Partii Republikańskiej. Na początku konwencji najpoważniejszymi kandydatami byli Ulysses Grant (kandydat „Stalwarts” – konserwatywnego skrzydła) oraz James Blaine (kandydat „Half-Breeds” – umiarkowanego skrzydła). Po 30 głosowaniach żaden z kandydatów nie uzyskał wymaganej większości, a plasujący się na trzeciej pozycji John Sherman przekazał swoje głosy na Garfielda. Ten odmówił kandydowania, czym zaskarbił sobie poparcie większości delegatów i w 36. głosowaniu uzyskał 399 głosów. Kandydatem na wiceprezydenta został Chester Arthur. W głosowaniu powszechnym Garfield wygrał różnicą około 9 tysięcy głosów. Obaj kandydaci zwyciężyli w 19 stanach, jednak Garfield uzyskał 214 głosów w Kolegium Elektorów, podczas gdy jego rywal z Partii Demokratycznej, Winfield Hancock, uzyskał ich 115.

## Prezydentura
Funkcję sekretarza stanu w jego gabinecie objął jego rywal o nominację prezydencką – James Blaine. Prezydentura Garfielda była krótka, zatem nie podjął on wielu inicjatyw. 21 maja 1881 roku Clara Barton założyła Amerykański Czerwony Krzyż i zaproponowała, by prezydent został jego przewodniczącym. Garfield odmówił, twierdząc, że ta funkcja należy się założycielce.
Za czasów jego prezydentury wyszedł na jaw skandal korupcyjny, który dotyczył Departamentu Poczty. New York Times ujawnił, że Departament zawarł kontrakty, opiewające na 4 miliony dolarów, z politykami Partii Republikańskiej z zachodniego wybrzeża, aby szybko dostarczano tam pocztę. Mimo tego, poczta była tam niekiedy dostarczana jedynie trzy razy w roku. Prezydent żądał szybkiego ujawnienia i ukarania winnych, co przyspieszyło reformę administracji państwowej.

## Śmierć
2 lipca 1881 roku na waszyngtońskim dworcu kolejowym Garfield został dwukrotnie postrzelony w plecy przez Charlesa Guiteau. Wcześniej Guiteau zabiegał u prezydenta o stanowisko konsula we Francji, lecz Garfield odmówił. Potem kilkakrotnie usiłował się dostać do Białego Domu, lecz został siłą z niego usunięty, co spowodowało chęć zemsty na prezydencie. Ranny Garfield spędził dwa miesiące w łóżku, podczas gdy lekarze bezskutecznie usiłowali zlokalizować kulę, która utkwiła w ciele prezydenta. 6 września, na własną prośbę, został przewieziony nad morze, wdała się jednak infekcja i James Garfield zmarł 19 września 1881 roku w Elberon.

## Życie prywatne
James Garfield poślubił swoją koleżankę z dzieciństwa Lucretię Randolph 11 listopada 1858 roku. Para miała siedmioro dzieci.